# Хотентотска златна къртица
Хотентотската златна къртица (Amblysomus hottentotus) е вид бозайник от семейство Златни къртици (Chrysochloridae). Видът е незастрашен от изчезване.

## Разпространение
Разпространен е в Южна Африка.